# Perrone Robotics
Perrone Robotics is een bedrijf uit Charlottesville in de Verenigde Staten. Het bedrijf maakt robotsoftware en is opgericht in 2001 door Team Jefferson. In 2004 maakte het met een laag budget een duinbuggy voor de DARPA Grand Challenge in 2005. Perrone Robotics was ook op de JavaOne en kreeg daar een prijs voor de duinbuggy.
Het bedrijf deed in 2007 weer mee aan de DAPRA Grand Challenge met sponsoren waaronder de Fair-Isaac Corporation, Sun Microsystems en de Universiteit van Virginia.